# Narrow
『narrow』（ナロー）は、日本の声優・シンガーソングライターである楠木ともりの3枚目のEPで、2021年11月10日にSACRA MUSICから発売された。

## 概要
前作のEPである『Forced Shutdown』以来、約7ヶ月ぶりとなるリリースで、前作に引き続き全曲すべての作詞・作曲を楠木自身が手掛けている。
今作のテーマは『冬』を意識したものとなっている。楠木は、楽曲を作る前の段階でテーマを決めてから、温かい歌詞とアレンジを主軸に作っていったという。

## 音楽性

### narrow
2020年に発売されたEP『ハミダシモノ』に収録されている「ロマンロン」に出てくる主人公を基に、「僕の見る世界、君の見る世界」の主人公がたまたま居合わせ、曲を聴く日々を送っている時から別れまでを描いた歌となっている。

### よりみち
編曲に声優の武内駿輔が担当しており、プログラミングとコーラスを同時に手掛けている。楠木によると、チルっぽい打ち込みの楽曲にしたいと思っていたものの、アレンジャーをどうしようかとなっている時に武内が「『Forced Shutdown』聴いたよ、いい曲だね。今度曲を作らせて」と声をかけてくれたことがきっかけだという。
この楽曲は、夜の散歩中に聴けるような曲として制作され、歌詞中に、2006年に公開されたアニメ映画『パプリカ』のパレードシーンを連想する箇所があり楠木は、曲を考えているときに急に出てきたと語っている。

### 熾火
この作品の制作に取りかかった頃から曲が浮かばなくなってしまったといい、レーベルから「楽曲制作の進捗はどうですか?」という連絡が入り、極限まで精神的に弱って追い詰められた時に、楠木は「この気持ちをそのまま曲にすればいいや」という気持ちで制作に取り掛かり、そこから、インターネットで音楽や作品を作り出している若者を想像して書いたという。

### タルヒ
このEPの先行楽曲として、2021年7月25日に楠木のオフィシャルYouTubeチャンネルにてティザー動画が公開され、8月25日に配信限定でリリースされた。

## 収録曲
| 全作詞・作曲: 楠木ともり。 |                            |            |            |              |      |
| #                          | タイトル                   | 作詞       | 作曲・編曲 | 編曲         | 時間 |
| 1.                         | 「narrow」                 | 楠木ともり | 楠木ともり | 重永亮介     | 4:52 |
| 2.                         | 「よりみち」               | 楠木ともり | 楠木ともり | 武内駿輔     | 3:24 |
| 3.                         | 「熾火」                   | 楠木ともり | 楠木ともり | 荒幡亮平     | 4:16 |
| 4.                         | 「タルヒ」                 | 楠木ともり | 楠木ともり | やぎぬまかな | 3:44 |
| 5.                         | 「narrow」(Instrumental)   | 楠木ともり | 楠木ともり |              | 4:52 |
| 6.                         | 「よりみち」(Instrumental) | 楠木ともり | 楠木ともり |              | 3:24 |
| 7.                         | 「熾火」(Instrumental)     | 楠木ともり | 楠木ともり |              | 4:16 |
| 8.                         | 「タルヒ」(Instrumental)   | 楠木ともり | 楠木ともり |              | 3:41 |
| 合計時間:                  | 合計時間:                  | 合計時間:  | 32:29      |              |      |

| #   | タイトル                                                                                      | 作詞 | 作曲・編曲 |
| --- | --------------------------------------------------------------------------------------------- | ---- | ---------- |
| 1.  | 「narrow」(Music Video)                                                                       |      |            |
| 2.  | 「よりみち」(Lyric Video)                                                                     |      |            |
| 3.  | 「熾火」(Lyric Video)                                                                         |      |            |
| 4.  | 「タルヒ」(Lyric Video)                                                                       |      |            |
| 5.  | 「アカトキ -朗読-」(Tomori Kusunoki Story Live 「LOOM-ROOM #725 -ignore-」)                   |      |            |
| 6.  | 「アカトキ」(Tomori Kusunoki Story Live 「LOOM-ROOM #725 -ignore-」)                          |      |            |
| 7.  | 「sketchbook -朗読-」(Tomori Kusunoki Story Live 「LOOM-ROOM #725 -ignore-」)                 |      |            |
| 8.  | 「sketchbook」(Tomori Kusunoki Story Live 「LOOM-ROOM #725 -ignore-」)                        |      |            |
| 9.  | 「眺めの空 -朗読-」(Tomori Kusunoki Story Live 「LOOM-ROOM #725 -ignore-」)                   |      |            |
| 10. | 「眺めの空」(Tomori Kusunoki Story Live 「LOOM-ROOM #725 -ignore-」)                          |      |            |
| 11. | 「Forced Shutdown -朗読-」(Tomori Kusunoki Story Live 「LOOM-ROOM #725 -ignore-」)            |      |            |
| 12. | 「Forced Shutdown」(Tomori Kusunoki Story Live 「LOOM-ROOM #725 -ignore-」)                   |      |            |
| 13. | 「僕の見る世界、君の見る世界 -朗読-」(Tomori Kusunoki Story Live 「LOOM-ROOM #725 -ignore-」) |      |            |
| 14. | 「僕の見る世界、君の見る世界」(Tomori Kusunoki Story Live 「LOOM-ROOM #725 -ignore-」)        |      |            |
| 15. | 「バニラ」(Tomori Kusunoki Story Live 「LOOM-ROOM #725 -ignore-」)                            |      |            |

## 参加ミュージシャン
| narrow - Drums：関口孝夫 - Bass：okamu. - Violin：吉田篤貴 - Cello：内田麒麟 - Piano & All other instrumentals：重永亮介 よりみち - Chorus：武内駿輔 | 熾火 - Guitars：堀崎翔 - Bass：前田恭介 - Drums：coby-t - Violin & Viola：城元絢花, 納富彩歌 タルヒ - Guitars：qurosawa - Bass：大澤伸広 - Drums：ワタナベタカシ - Keyboards：辻林美穂 |

## リリース日一覧
| 地域 | リリース日     | レーベル    | 規格                   | 規格品番    | 形態                                                                  |
| ---- | -------------- | ----------- | ---------------------- | ----------- | --------------------------------------------------------------------- |
| 日本 | 2021年11月10日 | SACRA MUSIC | CD+Blu-ray             | VVCL-1936/7 | 初回限定盤A                                                           |
| 日本 | 2021年11月10日 | SACRA MUSIC | CD+DVD                 | VVCL-1938/9 | 初回限定盤B                                                           |
| 日本 | 2021年11月10日 | SACRA MUSIC | CD+フォトブック        | VVCL-1940/1 | 初回生産限定盤C/フォトブック盤 三方背ケース仕様、別冊フォトブック付。 |
| 日本 | 2021年11月10日 | SACRA MUSIC | CD                     | VVCL-1942   | 通常盤                                                                |
| 日本 | 2021年11月10日 | SACRA MUSIC | デジタル・ダウンロード |             |                                                                       |

## チャート
| チャート                                | 最高 順位 | 出典   |
| --------------------------------------- | --------- | ------ |
| 日本・オリコン 週間CDアルバムランキング | 9         | [ 1 ]  |
| Billboard Japan Hot Albums              | 11        | [ 2 ]  |
| Billboard Japan Top Albums Sales        | 9         | [ 18 ] |